# Dow Bar-Nir
Dow Bar-Nir (hebr.: דב בר-ניר, ang.: Dov Bar-Nir, ur. 3 grudnia 1911 w Brukseli, zm. 7 maja 2000) – izraelski polityk, w latach 1949–1951 poseł do Knesetu z listy Mapam.
W wyborach parlamentarnych w 1949 po raz pierwszy i jedyny dostał się do izraelskiego parlamentu. 10 kwietnia 1951 zrezygnował z zasiadania w Knesecie, zastąpił go Menachem Racon.